# 旭川福祉專門學校
旭川福祉專門學校（日語漢字：旭川福祉専門学校，平假名：あさひかわふくしせんもんがっこう），是位於日本北海道上川郡東川町的私立專門學校。營運母體為、學校法人北工學園。由共通學校法人所經營的系列校有北海道環境福祉專門學校、札幌福祉專門學校、北工學園汽車學校、旭川保育園。1975年設立。略稱為福專（ふくせん）。

## 概要
學校法人北工學園旭川專門福祉學校因應社會福祉的需求，於1975年設立。

## 沿革
- 1975年 -  學校設立

## 設置學科
- 日本語學科（1.5年、2年制）
- 幼兒保育科（2年制）
- 介護福祉科（2年制）

## 所在地
- 日本北海道上川郡東川町進化台

## 學生宿舍
- MA-MAISON 男生宿舍
- 國際交流會館(東.西館)

學生宿舍有餐廳提供早晚餐(星期日及國定假日除外)

## 設施
- 圖書室、多功能教室、電腦實習教室、學生交誼廳、鋼琴教室、運動場

## 校車
- 從東川町宿舍到進化台校區有免費校車接送

## 年度活動
- 1月校園開放日
- 3月雪雕像比賽
- 4月開學典禮
- 6月外校合同交流會
- 7月東川町夏季慶典
- 8月寫真比賽、校園開放日
- 10月學校文化祭(福專祭)、收穫祭
- 11月公園高爾夫比賽
- 12月球類運動比賽

## 可取得證書
日本語學科
- 授予專門學校畢業證書

## 相關項目
- 北海道專修學校一覽

## 外部連結
- 旭川福祉專門學校 （页面存档备份，存于）